# ジビジビ
ジビジビ（英語: Divi-divi、学名：Libidibia coriaria）は、ジャケツイバラ亜科に属する木の一種。カリブ海周辺、メキシコ、中央アメリカ、および南アメリカ北部に自生する。

## 特徴

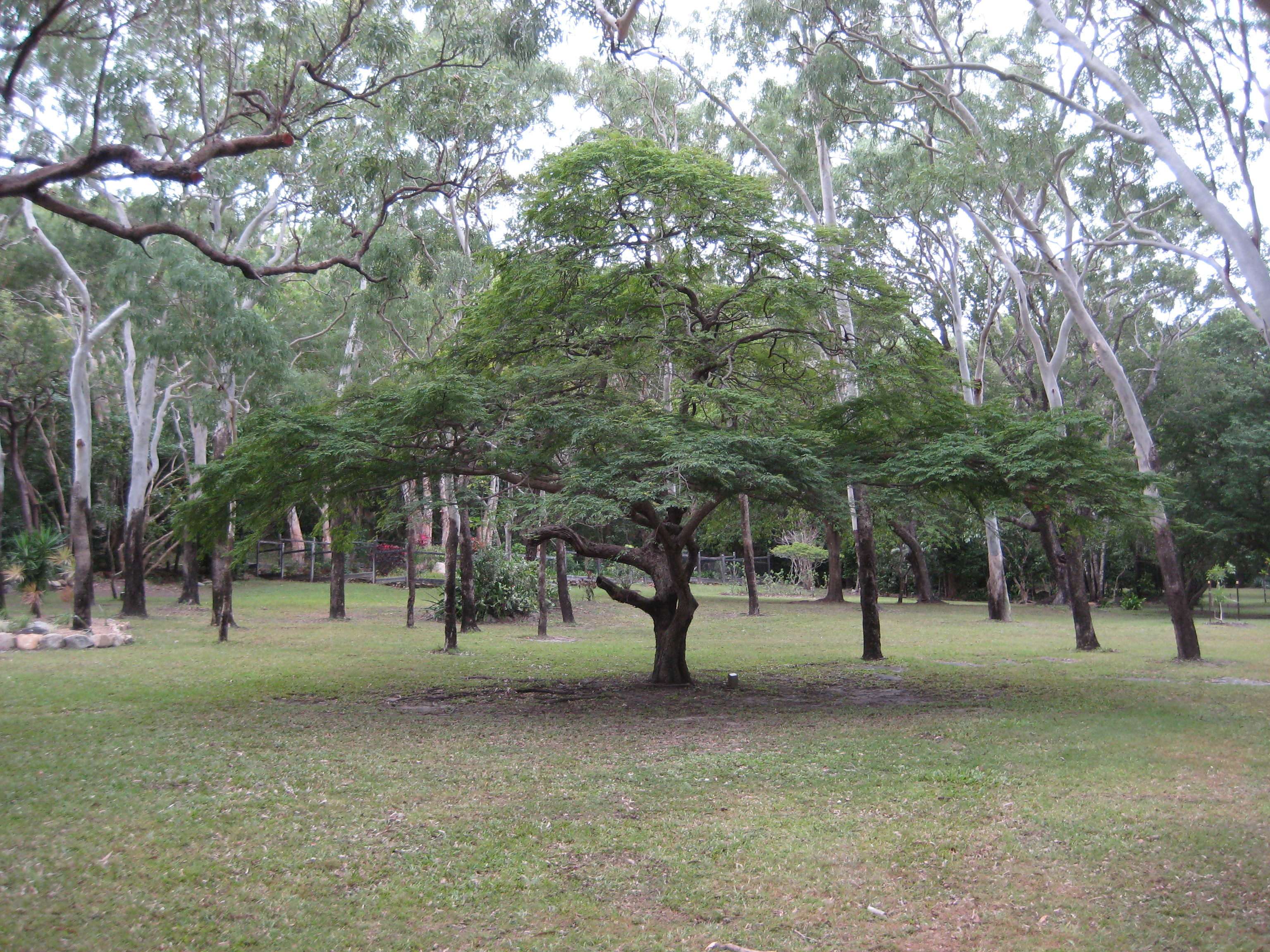
林冠を備えたジビジビの樹

最大9mに達するが、自生するカリブ海沿岸地域などでは貿易風によって歪められるため、ここまで成長することはめったにない。他の環境では、きれいな林冠を備えたドーム状の低木に成長する。
葉は二回羽状複葉で、果実は、ねじれた形をした長さ約5cmの豆果である。

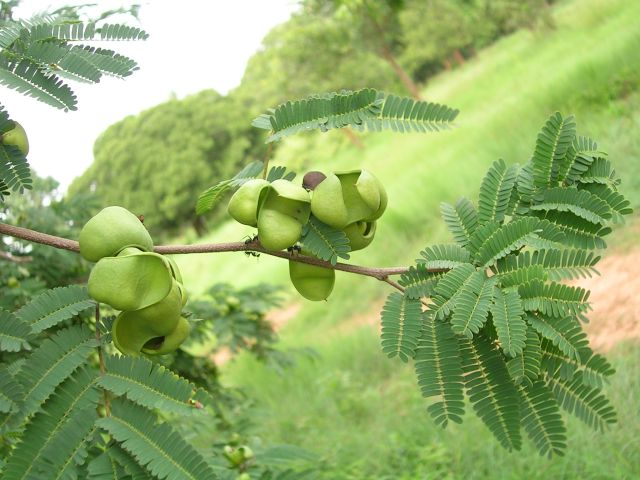
ジビジビの葉と豆果

Libidibia 属の中で良く知られた種の一つで、キュラソー島の国木となっており、アルバ島ではワタパナ（Watapana）として非常に良く知られている。

## 利用
果実が染色用およびなめし革用のタンニン原料として使用される。
また、抽出物から単離されるコリラギンの名前はジビジビの学名の一つである、Caesalpinia coriariaに由来している。